# Galeai Moaaliitele Tuufuli
Galeai Moaaliitele Tuufuli (1937 - 2018) là một chính trị gia người Samoa thuộc Mỹ.

## Tiểu sử
Tuufuli giảng dạy tại Trường Cao đẳng Cộng đồng Samoa thuộc Mỹ từ năm 1976 đến năm 1982. Ông cũng từng là ủy viên cảnh sát từ năm 1985 đến năm 1992. Tuufuli là lãnh đạo cấp cao và phục vụ trong Thượng viện Samoa thuộc Mỹ. Ông qua đời tại Bệnh viện St. Rose ở Hayward, California ở tuổi 81.